# Level Europe
Die Level Europe GmbH (vormals Anisec Luftfahrt GmbH) war eine österreichische Billigfluggesellschaft mit Sitz und Basis auf dem Flughafen Wien-Schwechat. Sie war eine Tochtergesellschaft der International Airlines Group (IAG) und operierte im Namen von Level. Nachdem Mitte März 2020 wegen der COVID-19-Pandemie in Europa der Betrieb komplett eingestellt werden musste, meldete sie am 19. Juni 2020 die Insolvenz an.

## Geschichte

### Anisec Luftfahrt
Das Unternehmen wurde im November 2017 in Wien als Anisec Luftfahrt GmbH gegründet. Sie ist eine Tochtergesellschaft von IAG und wurde gegründet, um die Pleite gegangene Niki zu übernehmen. Doch beim Bieterverfahren um Niki wurden IAG und ihre Billigtochter Vueling ausgebootet. Aber IAG wollte den Plan für eine Fluggesellschaft am Flughafen Wien nicht aufgeben und es wurden Flugzeuge für einen Start in Wien geordert. Am 3. Juli 2018 startete Anisec/Level eine Werbeaktion für alle 14 Flugziele und Flüge ab Wien im Zeitraum zwischen 17. Juli und 30. September 2018. In diesen Zeitraum sind 50.000 Plätze um nur 1 Cent pro Ticket erhältlich. Die Werbeaktion wurde kontrovers diskutiert. Der Erstflug fand am 17. Juli 2018 von Wien nach London Gatwick statt. Am selben Tag kündigte IAG-Chef Willie Walsh an, dass die Flotte in Wien auf 30 Flugzeuge anwachsen soll.

### Level Europe
Ende Dezember 2019 wurde die Anisec Luftfahrt GmbH in Level Europe GmbH umbenannt.
Anfang Mai 2020 unterbreitete die IAG der österreichischen Bundesregierung das Angebot, dass im Falle einer Insolvenz der Austrian Airlines im Zuge der Covid-19-Pandemie das eigene Unternehmen Level Europe Langstreckenflüge der Austrian Airlines übernehmen könnte. Daraufhin bestätigte die Bundesregierung das Angebot und gab an, es ernsthaft zu prüfen.
Am 18. Juni 2020 gab Level-Europe-Geschäftsführer Frank Glander bekannt, dass die Fluggesellschaft am 19. Juni 2020 einen Insolvenzantrag einbringen wird. Die Airline wurde durch die Folgen der Covid-19-Pandemie in Europa wirtschaftlich schwer getroffen. Eine Weiterführung des Flugbetriebs sei nicht geplant.

## Flugziele
Level Europe führte von ihren Basen Wien und Amsterdam Flüge nach Europa durch.

## Flotte
Zum Zeitpunkt des Insolvenzantrags im Juni 2020 bestand die Flotte der Level Europe aus sechs Flugzeugen mit einem Durchschnittsalter von 9,9 Jahren:
| Flugzeugtyp     | Anzahl | bestellt | Anmerkungen         | Sitzplätze (Eco+/Eco)   |
| --------------- | ------ | -------- | ------------------- | ----------------------- |
| Airbus A320-200 | 2      |          | betrieben für Level | 180 (—/180)             |
| Airbus A321-200 | 4      |          | betrieben für Level | 210 (—/210) 212 (—/212) |
| Gesamt          | 6      |          |                     |                         |